# Campo di volontariato

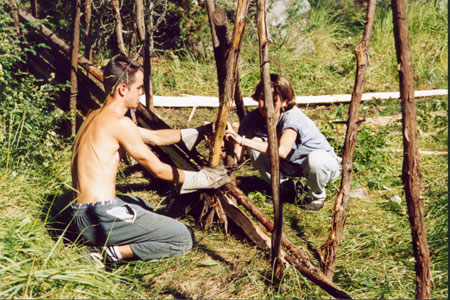
Un workcamp a tema ecologico-ambientale in Svezia

I campi di volontariato (o campi di lavoro volontario o workcamps o work-camps) sono dei progetti di volontariato di durata variabile, normalmente rivolti ai giovani, incentrati non solamente sulla solidarietà ma anche sulla comunicazione e integrazione tra i volontari e la comunità ospitante.

## Storia

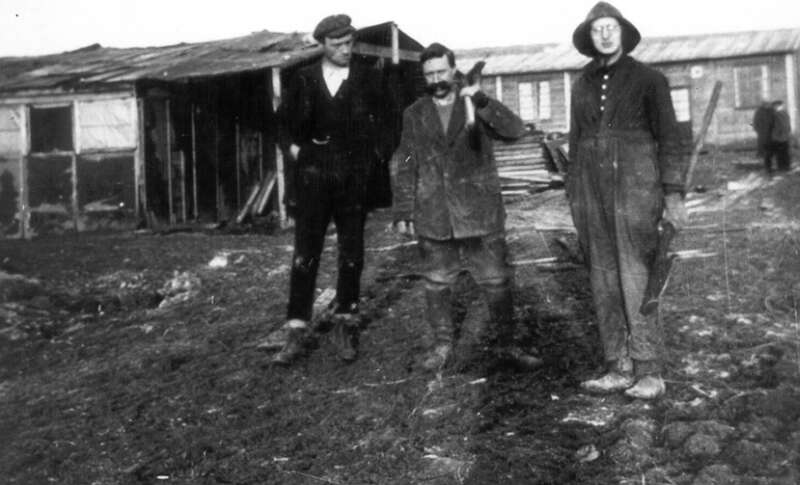
Il primo campo di lavoro nel 1920 a Verdun

I campi internazionali di volontariato hanno una storia lunga, collegata con l'idea che il lavoro pratico possa agire da collante fra diverse culture e persone, anche quando queste hanno vissuto momenti di conflitto, anche violento.
Tradizionalmente, il primo campo internazionale di volontariato, è considerato quello organizzato nel 1920 a Esnes-en-Argonne, nei pressi della città francese di Verdun, in una zona che era stata distrutta durante la prima guerra mondiale.
A quel primo campo, promosso dall'obiettore di coscienza svizzero Pierre Ceresole, parteciparono cittadini (e anche ex soldati) proveniente dai paesi che fino a pochi mesi prima erano stati in guerra fra loro.

## Caratteristiche
Un campo di lavoro è un'esperienza formativa che ha tra i suoi scopi quello di arricchire i partecipanti per vari motivi:
- è un'opera concreta di impegno civile;
- apre la mente e favorisce il dialogo;
- permette di scoprire le caratteristiche di altre culture;
- può essere alla base di nuove amicizie;
- è una buona occasione per praticare le lingue.

### Luoghi di svolgimento

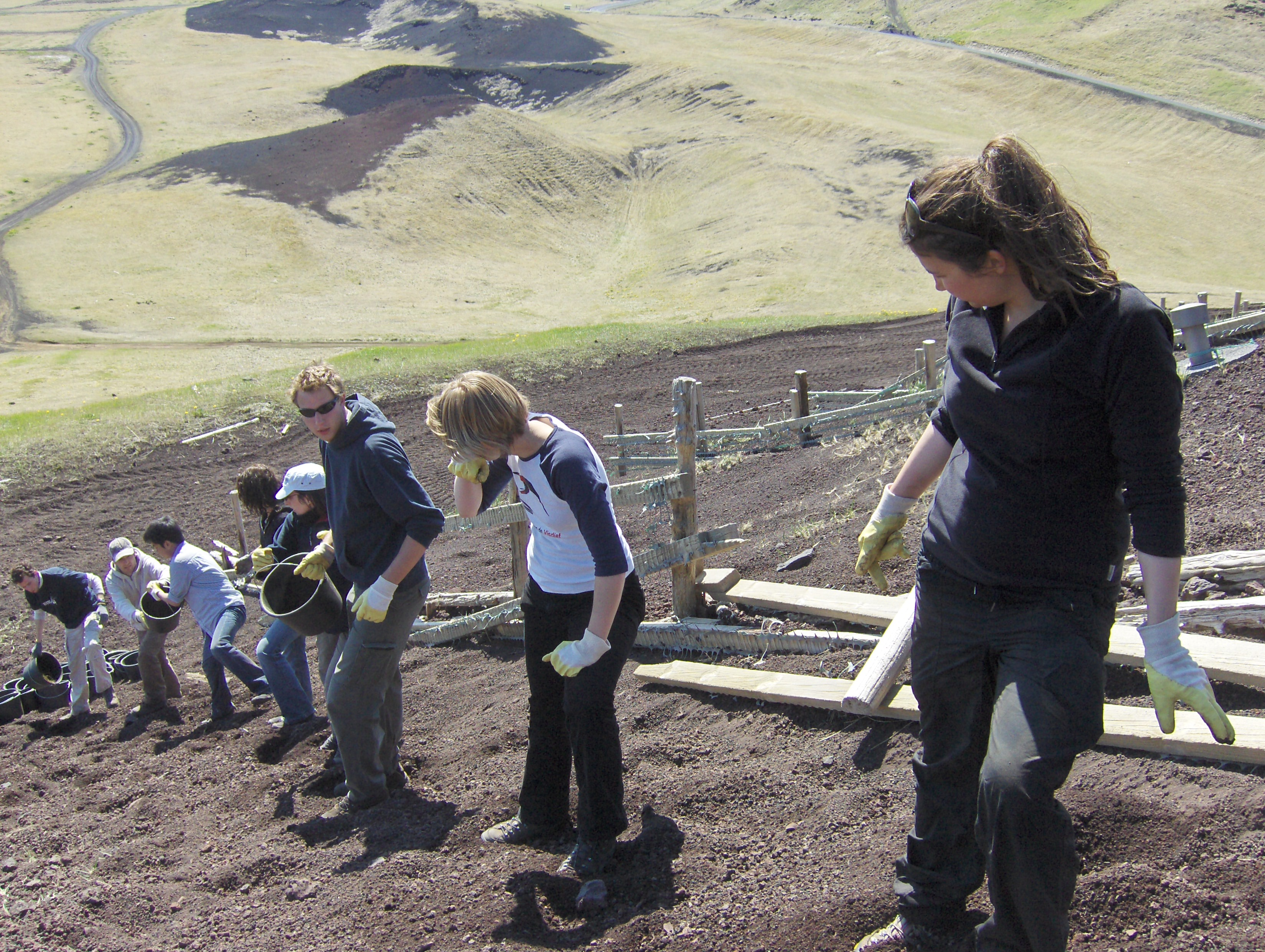
Campo di volontariato in Islanda

I luoghi in cui vengono organizzati i campi di lavoro spaziano dai paesi con economie avanzate a quelli più poveri e sono in genere rivolti a chiunque, senza distinzione alcuna.
Nel mondo esistono centinaia di organizzazioni di volontariato collegate fra di loro che organizzano o promuovono annualmente migliaia di campi di lavoro. Queste organizzazioni operano all'interno di grandi network internazionali.

### Lavoro e aspetti pratici

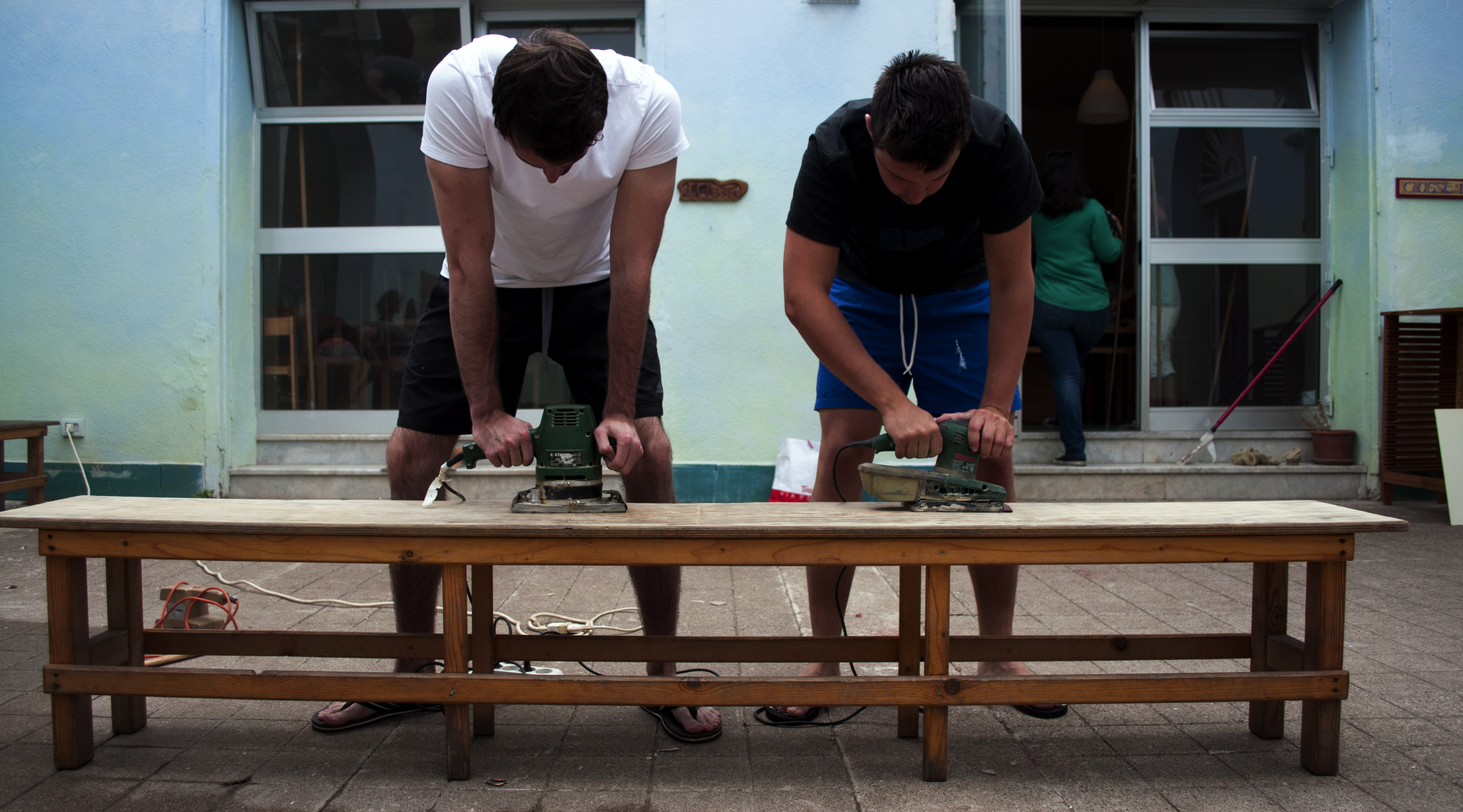
Campo di volontariato e lavoro manuale in una scuola

Il lavoro svolto nei campi è principalmente manuale, ma è alla portata di tutti in quanto (se non diversamente specificato) non richiede competenze particolari. La tipologia di lavoro è estremamente variabile: restauro, pittura, costruzione, pulizia, giardinaggio, agricoltura, assistenza a bambini o a persone diversamente abili, insegnamento di lingue straniere, ma anche attività di studio, monitoraggio e catalogazione di flora e fauna a rischio estinzione, studio delle culture locali attraverso la riscoperta e la promozione di manifestazioni artistiche e folkloristiche, laboratori artigianali, ripristino di beni culturali, educazione ambientale e promozione di comportamenti eco-sostenibili.
Per tali lavori l'impegno richiesto varia in genere dalle quattro alle sette ore giornaliere; tutte le associazioni italiane che organizzano campi di volontariato offrono ai partecipanti una assicurazione contro gli infortuni. Il tutto si svolge di solito in un ambiente piuttosto spartano e i partecipanti devono portare con sé un sacco a pelo. A carico dei volontari resta il viaggio e in alcuni casi (paesi extraeuropei) un contributo da pagare all'associazione locale. L'organizzazione ospitante, spesso con l'appoggio delle autorità locali, mette a disposizione i mezzi per lavorare, un tetto per dormire (a volte si tratta di scuole inutilizzate durante il periodo estivo) e le provviste (da cucinare a cura dei volontari). In genere la lingua parlata nel campo di lavoro è quella inglese, ma salvo casi particolari il livello di conoscenza linguistica richiesto per partecipare con soddisfazione al campo non è affatto elevato. In casi meno frequenti è invece necessaria una certa conoscenza della lingua locale.

### Momenti di svago e formazione

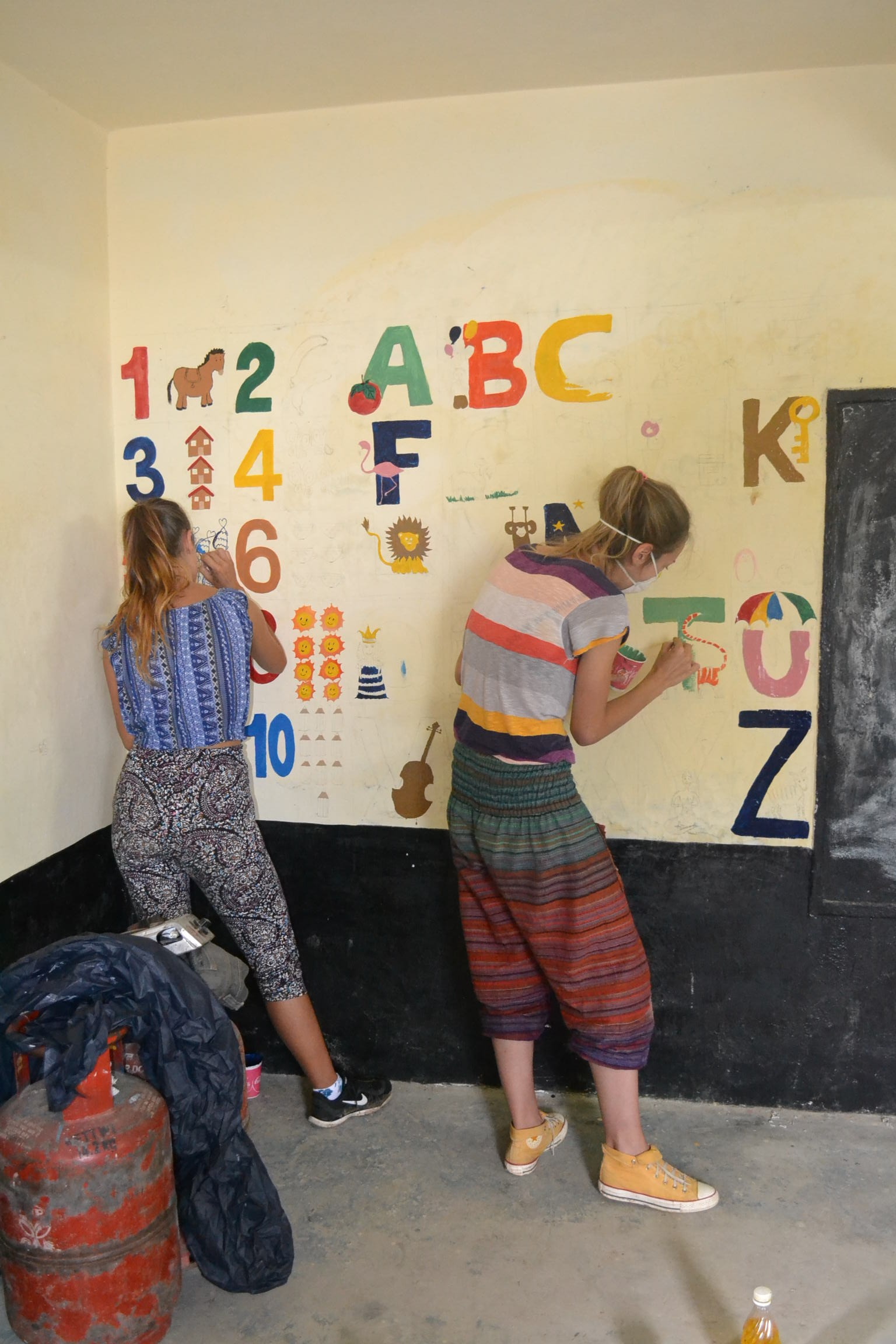
Campo di volontariato in un asilo in Francia

Al di fuori delle ore di lavoro si svolgono i momenti di svago: attività sportive, visite alle comunità locali, pranzi comuni, feste tradizionali, serate musicali. Il fine settimana è invece dedicato dagli organizzatori del campo (spesso nativi del luogo e volontari anche loro) ad escursioni alla scoperta della regione. A volte oltre alla parte lavorativa durante il campo è prevista una parte studio, che verte in genere sulle tematiche del campo (es. problemi ambientali della regione dove si svolge l'attività nel caso di un campo ecologico...).

### Durata del campo ed età dei partecipanti
La durata dei campi di lavoro può variare dai dieci giorni alle tre settimane, oppure arrivare fino ad un anno se si tratta di progetti di volontariato a lungo termine o SVE. Questi ultimi sono organizzati di solito in paesi del sud del mondo (Africa, America latina o sud-est asiatico) e presuppongono un maggiore impegno nonché una maggiore capacità di adattamento. Anche l'età media è diversa da caso a caso: se nei progetti di lungo termine nei paesi meno sviluppati i partecipanti possono avere anche oltre quarant'anni, per i workcamps brevi da fare in Europa l'età media si aggira tra i 20 e i 25 anni.
In ogni caso ai volontari è sempre richiesta una certa dose di adattamento, di disponibilità e un profondo rispetto delle identità culturali altrui.